# Зренянин (городское поселение)
Зренянин (серб. Град Зрењанин) — городское поселение в Сербии, входит в Средне-Банатский округ.
Население городского поселения составляет 127 416 человек (2007 год), плотность населения составляет 96 чел./км². Занимаемая площадь — 1327 км², из них 79,5 % используется в сельском хозяйстве.
Административный центр городского поселения — город Зренянин. Городское поселение Зренянин состоит из 22 населённых пунктов, средняя площадь населённого пункта — 60,3 км².

## Статистика населения
| Год   | Население, чел. |
| ----- | --------------- |
| 1991* | 133377          |
| 2001  | 132360          |
| 2002* | 131960          |
| 2003  | 131224          |
| 2004  | 130464          |
| 2005  | 129568          |
| 2006  | 128527          |
| 2007  | 127416          |
| 2011* | 123362          |